# Амато (род)
Ама́то (итал. Amato) (также Амато ди Каккамо (итал. Amato di Caccamo) и Амато ди Шакка (итал. Amato di Sciacca)) — знатный итальянский род каталонского происхождения. Основан Пагано д’Амато в конце XIII века в королевстве Сицилия. Ветви рода Амато ди Каккамо принадлежали титулы герцогов Каккамо, светлейших герцогов Сан-Стефано, князей Галати. Ветви рода Амато ди Шакка принадлежат титулы баронов Массерия, Вилланова, Джулинда, Беличи, Дзаффуди, Чафальони, Бельрипаро, Донцелли, Тартуфа, Майенца, Бордия, Бонфильо, Кассара, Галандо, Амбойа, Гарагалупо и Вердура. На Сицилии род представлен в Палермо, Мессине и Катании.

## Происхождение

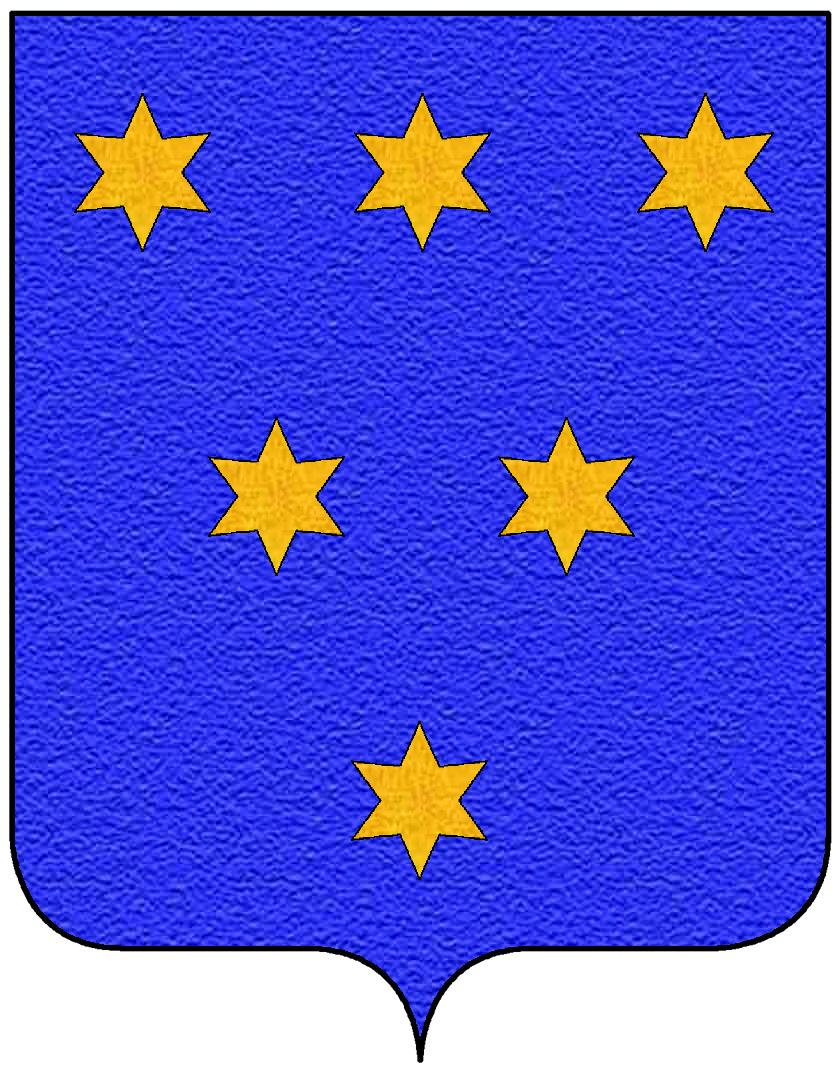
Герб Амато ди Шакка

Род основан Пагано д’Амато, представителем древнего каталонского рода, который прибыл на Сицилию в свите короля Пьетро I. По преданию, этот каталонский род происходил из вестготской аристократии. 11 августа 1296 года за услуги оказанные короне Пагано д’Амато получил во владение имение Каллизи, состоявшее из трёх деревень — Вилланова, Куллази и Филанда на территории феода Кальтабеллота. Его потомок Джованни д’Амато в 1453 году приобрёл имение Галати.
В 1644 году король Филиппо III за заслуги перед короной присвоил Филиппо д’Амато титул князя Галати. Спустя два года тот же монарх присвоил ему титул герцога Каккамо. В 1705 году к роду отошёл феод и титул герцогов Сан-Стефано. В конце XVIII века, после династического брака Марии Агаты д’Амато с Бьяджо Спуккесом, титулы герцогов Сан-Стефано, герцогов Каккамо и князей Галати отошли к роду Спуккес. Ветвь Амато ди Шакка появилась в XIV веке и существует по настоящее время. 